# Gymnosoma carpocoridis
Gymnosoma carpocoridis là một loài ruồi trong họ Tachinidae.